# سكوت فوجيتا
سكوت فوجيتا (بالإنجليزية: Scott Fujita)‏ هو لاعب كرة قدم أمريكية أمريكي، ولد في 28 أبريل 1979 في كاماريلو في الولايات المتحدة.

## وصلات خارجية
- سكوت فوجيتا على موقع مرجع كرة القدم المحترفة.كوم (الإنجليزية)
- سكوت فوجيتا على موقع IMDb (الإنجليزية)